# Циганка (стрипови)
Синтија „Синди” Рејнолдс (енгл. Cynthia "Cindy" Reynolds), познатија под надимком Циганка (енгл. Gypsy), јесте измишљени суперјуначки лик који се појављује у америчким стриповима издавачке куће Ди-Си комикс.

## Повест објављивања
Циганку су створили Џери Конвеј и Чак Патон, а први пут се појавила у Justice League of America Annual #2 (октобар 1984).

## Биографија
Синтија „Синди” Рејнолдс рођена је као дете Едварда и Џун Рејнолдс. Живела је у мирном предграђу. Синди је у већ у млађој доби показала своју интелигенцију, али и своју одлуку да воли да иде босонога и да не носи ципеле, што је постало један од њених заштитних знакова у тинејџерском добу. Непосредно после рођења њенога брата, родитељи почињу непрестано да се свађају. Синди је покушавала да задржи породицу на окупу, али је због тога била и злостављања. Када је открила своје моћи илузије са четрнаест година, она је купила аутобусту карту у једном правцу и побегла од куће за Детроит.

### Лига правде Детроит
Када је Синди стигла у Детроит, користила је своје способности камуфлаже и стварања илузија како би се заштитила од опасности градскога живота. По одрастању Синди усваја идентитет Циганке, почећи да се облачи по моделу стереотипне Ромкиње. Лига правде се убрзо настањује у Циганкином комшилуку, када је Аквамен распустио првобитну Лигу.
Убрзо, Циганка почиње да прати Лигу правде, али недовољно добро како би ушла у њихову групу као стални члан. На крају, Циганка ипак постаје довољно храбра и помаже у порби против Овермастера и његове групе. Након што је успешно помогла својим идолима против Овермастера, Лига правде је позива да им се придружи и постаје стални члан Лиге.
Циганка је почиње да тестира своје моћи до крајњих граница када је нова Лига неочекивано упала у заседу од стране Ројал Флеш Ганга, приликом повлачења у дивљину. Док су њене партнерке биле онеспособљене, Циганка је изашла ван свог тела, путем астралне пројекције. Она је користила свој астрални облик да шпијунира активност Банде. Током истога повлачења, Синди је добила страшан предосећај о судбини својих сабораца Стел и Вајба. Упркос Циганкиним упозорењима, Стил и Вајб су осуђени на неуспех те их убија професор Иво, током његовог покушаја да уништи акутелну Лигу правде. Циганка је, међутим, успела да спасе остатак својих сабораца од андроида Амаза којег је послао др Иво. Она је продрла у савест Амаза и у његове емоције, уведивђи га да је не убије. Иако је Иво успео да убије Вајба (као што је Циганка предвидела), андроид је рекао Синди да се врати кући својим родитељима безбедно.
Циганкина срећа у породици је била краткоха даха, пошто је недуго по њеном повратку кући, осветољубљиви Десперо дошао код ње у дом побивши јој родитеље. Циганка би била следећа жртва, да није било интервенције Марсовског Ловца На Главе и остатка Лиге правде. Иако потиштена губитком породице, Циганка је пристала да се придружи супер-тиму компаније „Бустер голдс” коју спонзорише корпорација позната као „Конгломерат”.

### Justice League Task Force
Током Циганкиног боравка у Уједињеним нацијама, тим Радне групе Лиге правде се зближава с Марсовским Ловцем на Главе. Циганка и Марсовац су били стожер краткотрајног тима и њих двоје су, радивши заједно, формирали неку врсту односа као између оца и кћери. Током свог времена у овом делу Лиге правде, Циганка је била скоро приморана да се бори против Лејди Шиве. На другој мисији, Синди је остављена да умре јер су се њени саборци разбежали. Циганка се касније придружује обновљеној верзији ЈЛТА-е са Ел-Роном (у телу Деспера), Рејом и Тријумфом.
Циганки и Реју су касније били контролисани умови и користио их је Тијумф током свог штрајка против реформисане Лиге правде. Реј је приморао ЈЛТФ да нападну Лигу правде јер је сматрао да у и свет и „главни људи“ заборавили на његов тим кад се ЈЛА реформисала. Током једне битке, Циганка је видела Аквамена, њеног старог саборца у Детроиту, и збуњену му говори „отишао си“.
Било је и наговештаја романтичне везе између Циганке и Бронзаног Тигра. Циганка и Ј'он остају и даље у контакту. У једном тренутку, Циганка бива убијена, али је васкрсава Марсовац који је молио свог марсовског бога Хронмера да врати Синтију у живот. Синтија је такође једном помогла Чудесној Жени током велике битке против Кирке.

### Новија историја
После се Циганка придружила Птицама грабљивицама Барбаре Гордон. Циганка је научила да прошири и контролише своје моћи. Сада је могла не само себе да сакрије, већ и друге. Удружила се са Виксен како би довршила старији случај. Њих две су спасиле Звездану Девојку након што су отрлике да их Ејмос Форчун киднаповао.
Циганка је једно време била затворена и била је приморана да се бори у Дарскајдовом клубу. Она је говорила на сахрани Марсовског Ловца на Главе.
Циганка је поново пришла Десперу, који је однео њено онесвешћено тело у Срећну Луку боривши се са Виксен и преосталом Лигом правде.
Током серијала Најцрње ноћи, Циганка, Виксен и Доктор Светлост су се борили против верзуха Црнога Фењера.

### Нови 52
У The New 52, Циганка више није била члан Лиге и прва појава јој је као једна од метаљудских заробљеница које Аманда Волер држи притворене у владиној јединици. У The New 52 је Циганка избеглица из алтернативне димензије, која је бежала од Вајбовог брата Рептура. Рептур је открио да је Циганиконо пуно име у овом континуитету Синдија Мордет, пошто је била Мордетова кћер.

## Моћи и способности
Циганкина примарна моћ је стварање илузија другима, што јој омогућава да се уклопи у околину, ефективно постајући невидљива. То јој такође омогућава да се прилагоди околини која се брзо мења, а да јој илузије и даље трају. Она може да камуфлира и себе и некога у њеној непосредној близини.
Циганкино стварање илузија се такође може користити за пројектовање застрашујућих илузија у умовима других људи. Ове илузије обично показују жртвама највеће њихове страхове. Ова способност може утицати и на друга жива бића, не само на људе, а Циганка може користити ову способност у борбеним ситуацијама. Циганка има способност да пројектује илузију тако да је остали виде као неку другу постојућу особа, с тим што та друга особа мора бити приближно њене телесне конституције, јер у супротном неће изгледати аутентично.
Циганкине моћи су еволуирале до те мере да сада може да прикриве не само себе, већ и возило у покрету и њихове путнике. Она такође има ограничене когнитивне способности и астралну пројекцију (способна је да пројектује свој дух ван свога тела).
Поред својих надљудских моћи, она је стручњак за борбу један на један. Она је искусна акробата и способна да високо скаче, брзо трчи и плива, те да с релативном лакоћом изводи неочекивано брзе покрете у борилачким вештинама. Циганка такође има јаке способности за електронику и рачунаре, и временом је постала вешта с ватреним оружјима. За то ју је тренирао Бронзани Тигар.

## Друге верзије

### Justice League Unlimited
Циганка се појављује у броју 22 стрипа везаног за Justice League Unlimited.

### Земља-16
На Земљи-16, верзија Циганке појављује се у The Multiversity #1 и #2 и The Multiversity: The Just #1.

## У другим медијима

### Телевизија
- Циганка се неколико пута појављивала као споредни лик у анимираној серији Justice League Unlimited. У тој серији она је обучена у њену првобитну стриповску одећу и често се виђа поред Вајба и Стила, њених сабораца из Лиге правде. За разлику од њених традиционалних способности из стрипа, Циганка овде има моћ проласка кроз објекте.
- Варијација Циганке по имену Синтија појављује се у акционој телевизијској серији Флеш. Њен лик тумачи Џесика Камачо. Први пут се појављује у трећој сезони и њен лик је приказан као ловац на главе из паралелне димензије, Земље-19 и показује сличне моћи као Сиско Рамон (Вајб). У следећој сезони они улазе у везу на даљину, а касније се разилазе. У шестој сезони је убија Ехо, Сисков двојник са Земље-19.

### Филм
Зла паралелна земаљска верзија Циганке појављује се у анимираном филму Justice League: Crisis on Two Earths. Ова верзија Циганке је члан Америчкога криминалног синдиката који може постати нематеријалан.